# Кореб (син Мігдона)
Коре́б (дав.-гр. Κόροιβος) — персонаж давньогрецької міфології, син царя фригійців Мігдона. 
Поїхав до Трої як наречений Кассандри, але шлюб не здійснився через Троянську війну. Під час осади міста  переконав деяких захисників міста, у тому числі Енея, вдягати обладунки ворога, щоб замаскуватися. За різними версіями або був убитий Неоптолемом, або Діомедом під час взяття Трої, або ж Пенелеєм, коли хотів врятувати Кассандру від збезчещення Аяксом Оїлідом.
Його зобразив Полігнот на картині в Дельфах. 